# The Sun
The Sun es un periódico en formato tabloide publicado en el Reino Unido e Irlanda. Es actualmente el diario más leído en idioma inglés,[cita requerida] con una tirada de alrededor de 3 200 000 ejemplares y unos 8 500 000 lectores. Es publicado por News Group Newspapers, subsidiaria de News UK, que a su vez es propiedad del magnate Rupert Murdoch.

## The Sunantes de Murdoch
The Sun era originalmente un periódico de formato grande y se estrenó en 1964 para reemplazar al Daily Herald. Mirror Group Newspapers compró The Sun a Odhams Press y TUC. El Herald, fue hasta su venta al Mirror Group en 1960 oficialmente partidario del Partido Laborista del Reino Unido y permaneció leal al mismo partido también después. La tirada del Mirror en el momento de su compra era 1,2 millones de ejemplares cada día. Sin embargo, los lectores, provenientes de la clase obrera y con edad mayor, no fueron muy atractivos para las agencias de publicidad, y el Mirror Group no quiso hacer competencia a sí mismo con The Herald.
Sea como sea, The Sun desilusionó a su dueño, el Mirror Group. La tirada disminuyó y en 1969 el Mirror Group vendió el periódico a Rupert Murdoch.
Los sindicatos apoyaron a Murdoch porque hizo un compromiso de que su trabajo estaría a salvo.

## Los primeros años con Murdoch
De inmediato, Murdoch cambió el periódico a pequeño formato e hizo de The Sun un periódico hermano con el News of the World, un periódico amarillo de los domingos, el cual había comprado el año anterior. Los dos periódicos utilizaban las mismas máquinas de prensa y ambos fueron gestionados juntos.
El contenido del periódico resultó más sensacionalista, en concreto con la introducción de la chica de la página tres, una chica completamente desnuda y luego en 1970 semidesnuda. The Sun tenía alta rentabilidad en los años setenta, a pesar del comportamiento restrictivo de los sindicatos de prensa y Murdoch obtuvo bastante capital para empezar negocios en los Estados Unidos en 1973.
Políticamente, The Sun apoyó al Partido Laborista en los primeros años de Murdoch. En las elecciones de 1974, según Roy Greenslade en Press Gang (2003), el periódico era neutral. El entonces editor, Larry Lamb, procedía de un entorno laborista, incluso socialista. Bernard Shrimsley procedía de la clase media y apoyó de una manera poco convincente al Partido Tory (conservador).
Desde la elección de Margaret Thatcher al liderazgo de los tories en 1975, The Sun cambió de rumbo y apoyó a Thatcher en la elección de 1979.

## Titulares notables
«Gotcha»4 de mayo de 1982. (Trad. ¡Te pillé! / Te tengo, guacho [Río de la Plata]). Durante la guerra de las islas Malvinas cuando el barco General Belgrano fue hundido por el Reino Unido, con la consecuente muerte de 321 personas.
«Up Yours, Delors»1 de noviembre de 1990. (Trad. Sobre ti, Delors, / encima de ti...). Referido a la posición más frecuente del hombre en el acto sexual. Durante un debate sobre la introducción del euro, a propósito de un representante del Gobierno francés, Jacques Delors.
«Our Boys»La frase que siempre se utiliza para el Ejército del Reino Unido. (Trad. Nuestros chicos).
«Are we being run by a gay mafia?»9 de noviembre de 1989. (Trad. ¿Estamos siendo controlados por una mafia gay?).
«Is THIS the most dangerous man in EUROPE?»25 de noviembre de 1998. (Trad. ¿Es este el hombre más peligroso de Europa?).
«Le worm»2 de febrero de 2003. (Trad. El gusano). Los líderes extranjeros han sido despreciados por el periódico de manera asidua. En este caso se trata de Jacques Chirac, el presidente francés, por su oposición a la invasión de Irak. En un editorial el día siguiente, el periódico escribió «The French President is an unscrupulous, conniving, preening, lying, cheating hypocrite» (trad. El presidente francés es un hipócrita inescrupuloso, confabulador, engreído y tramposo). En París, una edición gratis del periódico fue distribuida con el título «I bet you can't read this... peace! Chirac est un ver».
«From Hitler Youth to Papa Ratzi»20 de abril de 2005. (Trad. De las juventudes hitlerianas a papa Ratzi). Cuando Joseph Ratzinger fue elegido papa. Cuando terminó la Segunda Guerra Mundial en 1945, Ratzinger tenía dieciocho años.
«Tyrant's in his Pants»20 de mayo de 2005. (Trad. El tirano en sus calzoncillos). The Sun, igual que otro periódico de Rupert Murdoch, The New York Post, mostró en su primera página una foto de Saddam Hussein en calzoncillos blancos con la intención de ridiculizarlo.
«One down... three to go»23 de julio de 2005. (Trad. Uno ha caído... faltan tres). Sobre el fallecimiento del brasileño Jean Charles de Menezes (veintisiete años), tiroteado por la policía del Reino Unido por error.
«BeLeave in Britain»14 de junio de 2016, pidiendo el voto a favor del Brexit.
«Up Yours Senors»4 de abril de 2017, en referencia a la soberanía de Gibraltar.

## Editores
- Sidney Jacobsen (1964-1965) (anteriormente editor del Daily Herald antes del cambio del nombre del periódico)
- Dick Dinsdale (1965-1969)
- Larry Lamb (1969-1972)
- Bernard Shrimsley (1972-1975)
- Larry Lamb (1975-1980)
- Kelvin MacKenzie (1981-1994)
- Stuart Higgins (1994-1998)
- David Yelland (1998-2003)
- Rebekah Wade (2003-)

## Periodistas y columnistas actuales
- Pete Bell
- Victoria Raymond
- Emily Smith, editor en EE. UU.
- George Pascoe-Watson
- Alex Kasriel
- Corinne Abrams
- Victoria Newton
- Frank Praverman
- Robin Amlot
- John Coles
- James Clench
- David Wooding, editor sobre la realeza
- Richard White
- Gary OShea
- Andrew Parker
- Dave Masters
- Veronica Lorraine
- Lucy Hagan
- Jamie Pyatt
- Jerome Starkey
- Ian Kings, editor de negocios
- Jon Gaunt
- Jane Moore
- Fergus Shanahan